# Panama Challenger
Il Panama Challenger, noto anche come Visit Panamá Cup per motivi di sponsorizzazione, è stato un torneo professionistico maschile di tennis che si è tenuto a Panama dal 2012 al 2018. L'evento faceva parte dell'ATP Challenger Tour e si giocava sui campi in terra rossa del Centro de Alto Rendimiento Fred Maduro nella Città di Panama.
Rogério Dutra da Silva detiene il record di maggiori titoli vinti nel singolare, con due trofei.

## Albo d'oro

### Singolare
| Anno       | Campione                   | Finalista          | Punteggio        |
| ---------- | -------------------------- | ------------------ | ---------------- |
| 2018       | Carlos Berlocq             | Blaž Rola          | 6–2, 6–0         |
| 2017       | Rogério Dutra da Silva (2) | Peđa Krstin        | 6–2, 6–4         |
| 2016- 2015 | Non disputato              | Non disputato      | Non disputato    |
| 2014       | Pere Riba                  | Blaž Rola          | 7–5, 5–7, 6–2    |
| 2013       | Rubén Ramírez Hidalgo      | Alejandro González | 6–4, 5–7, 7–6(4) |
| 2012       | Rogério Dutra da Silva (1) | Peter Polansky     | 6–3, 6–0         |

### Doppio
| Anno       | Campioni                                 | Finalisti                                | Punteggio           |
| ---------- | ---------------------------------------- | ---------------------------------------- | ------------------- |
| 2018       | Yannick Hanfmann Kevin Krawietz          | Nathan Pasha Roberto Quiroz              | 7–6(4), 6–4         |
| 2017       | Sergio Galdós Caio Zampieri              | Kevin Krawietz Adrián Menéndez Maceiras  | 1–6, 7–6(5), [10–7] |
| 2016- 2015 | Non disputato                            | Non disputato                            | Non disputato       |
| 2014       | František Čermák Michail Elgin           | Martín Alund Guillermo Durán             | 4–6, 6–3, [10–8]    |
| 2013       | Jorge Aguilar Sergio Galdós              | Júlio César Campozano Alejandro González | 6–4, 6–4            |
| 2012       | Júlio César Campozano Alejandro González | Daniel Kosakowski Peter Polansky         | 6–4, 7–5            |